# Buona Domenica
Buona Domenica è stato un programma televisivo italiano di intrattenimento domenicale, andato in onda su Canale 5, dal 6 gennaio 1985 al 31 maggio 1987 e dal 3 novembre 1991 al 18 maggio 2008.

## Storia

### Anni ottanta
Il programma ha inizio il 13 gennaio 1985, dopo due precedenti trasmissioni inaugurali, andate in onda una il 25 dicembre 1984, intitolata Buon Natale, e un'altra il 1º gennaio 1985, intitolata Buon Anno. Buona Domenica è il primo programma televisivo delle reti Fininvest proposto come alternativa a Domenica in, tanto che a condurlo sarà proprio l'ideatore stesso della trasmissione domenicale di Rai 1, Corrado, insieme a Maurizio Costanzo. A Costanzo è affidata la prima parte (dalle ore 13:30 alle ore 17:00) e a Corrado la seconda (dalle ore 17:00 alle ore 20:40). La prima edizione termina il 16 giugno 1985. All'interno di Buona Domenica sempre nel 1985 debutta Forum, condotto da Catherine Spaak.
Nelle due edizioni successive il programma è condotto da Costanzo, insieme a Franco Franchi, Ciccio Ingrassia, Celeste Johnson e Gigi Sabani nella stagione 1985-1986 e con Licia Colò nell'edizione 1986-1987.
Queste prime tre edizioni, tuttavia, non hanno riscontrato il successo sperato anche a causa della mancanza della diretta, non consentita alle emittenti radiotelevisive private a carattere nazionale dalle leggi allora vigenti in quanto riservata esclusivamente alla Rai ed alle emittenti radiotelevisive private di carattere locale: pesava infatti l'impossibilità di mettere in sovrimpressione i risultati delle partite di campionato, nonché l'assenza all'interno di un programma come 90º minuto, che difatti dirottava la stragrande maggioranza degli italiani su Domenica in. Visti i bassi ascolti dell'edizione 1986-1987 di Buona Domenica, la Fininvest decide di sospenderlo e di ideare La giostra per la stagione 1987-1988, affidandone la conduzione ad Enrica Bonaccorti affiancata dai principali conduttori di quel tempo presenti a Canale 5: all'interno di questo programma debutta la storica sitcom Casa Vianello con Sandra Mondaini e Raimondo Vianello. A partire da gennaio 1988 avvengono vari cambiamenti nel programma di Canale 5, ma gli sforzi risultarono vani: il programma ottiene scarso successo e chiude dopo una sola stagione. Per i successivi tre anni Canale 5 accantona l'idea di realizzare un contenitore domenicale per riprenderla solo nell'autunno 1991, quando la rete (insieme a tutte le altre emittenti televisive private nazionali) acquisisce il diritto di trasmettere programmi in diretta; nasce così un nuovo ciclo di Buona Domenica.
Dall'autunno 1988 e fino al 27 ottobre del 1991 la domenica pomeriggio di Canale 5 si componeva di vari telefilm statunitensi e di speciali puntate domenicali di vari game-show di successo (tra cui Ok, il prezzo è giusto!, La ruota della fortuna, Tra moglie e marito e Il gioco dei 9) in onda sull'ammiraglia Fininvest in quegli anni. Buona Domenica torna il 3 novembre del 1991, questa volta trasmessa in diretta.

### Anni novanta
Negli anni si sono succeduti svariati conduttori, tra cui Marco Columbro e Lorella Cuccarini (presentatori delle edizioni 1991-1992 e 1992-1993), che per la prima volta riuscirono a battere Domenica in di Rai 1 e in seguito Gabriella Carlucci e Gerry Scotti (protagonisti delle stagioni 1993-1994 e 1994-1995). Le edizioni andate in onda dalla stagione 1991-1992 alla 1994-1995 avevano come corpus quello di una gara (che si svolgeva durante tutta la puntata) tra due squadre composta da due concorrenti, uno di sesso maschile e una di sesso femminile (solo nell'edizione 1992-1993 vi erano due coppie di concorrenti, composte da un uomo e una donna, legati da un rapporto di parentela), affiancati dai conduttori (abbinati al concorrente di sesso opposto al loro) e da vari personaggi famosi che si sfidavano in diversi giochi di vario genere (alcuni fissi, altri cambiati ogni settimana); a fine puntata, la squadra che aveva totalizzato più punti si aggiudicava la gara e il concorrente si aggiudicava il montepremi conquistato dalla sua squadra durante le varie prove; tale gara era inframezzata da sketch comici, esibizioni musicali, balletti, interviste a ospiti famosi, numeri di magia, giochi telefonici per i telespettatori a casa, ecc.
Nelle edizioni condotte da Marco Columbro e Lorella Cuccarini erano presenti anche Sandra Mondaini (nei panni del clown Sbirulino, quest'ultimo alla sua ultima apparizione televisiva), il trio comico I Trettré, il mago Tony Binarelli e la valletta Matilde Zarcone (presenti, esclusa la Mondaini, anche nell'edizione 1993-1994, condotta da Gabriella Carlucci e Gerry Scotti).
Nell'edizione 1993-1994 erano presenti anche Iva Zanicchi, Harold "Harry" Davies, Umberto Smaila, Cristina D'Avena e, nell'edizione 1994-1995, il comico Carlo Pistarino e il mago Silvan (questi ultimi due sostituirono I Trettrè e Binarelli).
Nell'edizione 1995-1996, condotta in solitaria dalla Cuccarini, erano presenti Maurizio Ferrini, Marisa Merlini, Riccardo Rossi, Cesare Cavalli (questi quattro presero parte solo nelle prime puntate) e la Premiata Ditta. In seguito subentrarono nel cast Amadeus e Claudio Lippi; a partire da quest'annata lo spazio riservato ai giochi venne notevolmente diminuito (rimasero solo quelli telefonici per il pubblico a casa), trasformando dunque il contenitore domenicale in un classico varietà. Cambiò la regia, che passò da Beppe Recchia a Roberto Cenci.
Nell'autunno 1996 torna Maurizio Costanzo, che conduce il programma assieme a Fiorello, e la produzione si trasferisce dagli studi di Cologno Monzese al Teatro 3 di Cinecittà. Nella stagione 1997-1998 Fiorello lascia il programma mentre Costanzo continuerà in solitaria a condurre Buona Domenica per altre nove stagioni con la partecipazione di vari artisti che si susseguiranno nel corso delle varie edizioni (tra gli altri Paola Barale, Claudio Lippi, Massimo Lopez, Luca Laurenti, Enrico Papi, Pino Insegno, Enrica Bonaccorti, Maria De Filippi, Cino Tortorella, Ela Weber, Fanny Cadeo, Rita Pavone, Iva Zanicchi, Orietta Berti, Rita Forte, Mario Merola, Gipsy Fint, Laura Freddi, Roberta Capua, Debora Caprioglio, Sandro Mayer, Alessandro Greco, Platinette, Silvana Giacobini, Biagio Izzo, Emanuela Aureli, Loredana Lecciso e Antonella Elia).
All'interno del programma, in alcune edizioni, sono andate anche delle sitcom, a partire da Orazio con Costanzo, l'allora compagna Simona Izzo (poi sostituita da Emanuela Giordano nella seconda stagione quando il rapporto tra Costanzo e la Izzo si concluse, anche se poi quest'ultima riprese il ruolo nella terza stagione), Angiolina Quinterno ed Alessia Fabiani. Seguirono negli anni successivi le sitcom Casa Vianello con Sandra Mondaini e Raimondo Vianello, Nonno Felice con Gino Bramieri (e il suo seguito Norma e Felice con Bramieri e Franca Valeri), Due per tre con Johnny Dorelli e Loretta Goggi, Io e la mamma con Gerry Scotti e Delia Scala, Ugo con Marco Columbro e Barbara D'Urso, Finalmente soli con Scotti e Maria Amelia Monti, Il mammo con Enzo Iacchetti e Natalia Estrada e Il condominio con Laura Freddi. Tali sitcom andavano in onda alle 18:00 e avevano la funzione di intervallo tra la parte pomeridiana e quella preserale del contenitore in contrapposizione con 90º minuto che inframezzava Domenica in.

### Anni 2000
Dall'autunno 2000 il programma diventa una sorta di vetrina per nuovi volti dello spettacolo: venivano infatti ospitati i concorrenti progressivamente eliminati dalla casa del Grande Fratello e da altri reality di spicco di Mediaset (come ad esempio La fattoria, La talpa e La pupa e il secchione), nonché alcuni giovani attori emergenti protagonisti delle fiction Mediaset trasmesse in quel periodo. Nelle ultime edizioni condotte da Maurizio Costanzo inoltre erano presenti come ospiti fissi anche alcuni concorrenti provenienti dalle varie edizioni di Amici di Maria De Filippi e Uomini e donne, entrambi ideati e condotti dalla moglie del conduttore, Maria De Filippi: i ragazzi di Amici si esibivano in coreografie e canzoni, mentre i tronisti di Uomini e donne, dopo aver fatto la propria scelta nel programma della De Filippi, si lasciavano seguire dalle telecamere di Buona Domenica nella loro vita quotidiana oltre a essere presenti in studio dove poi commentavano i vari filmati; tra i vari tronisti che parteciparono al programma domenicale ci sono Costantino Vitagliano, Alessandra Pierelli, Daniele Interrante, Giuseppe Lago e Francesco Arca; alcuni di loro (Vitagliano e Interrante) in seguito vennero promossi come conduttori di alcune rubriche del programma. Oltre a questi vi sono anche personaggi come la numerologa Ida Maritan, Tina Cipollari e lo psichiatra Raffaele Morelli e, dal 1999 al 2003, buona parte del cast della soap opera italiana Vivere.
Nell'autunno 2006 Costanzo si ritira dalla conduzione, lasciando il timone del programma a Paola Perego, che conduce altre due edizioni dal settembre 2006 al maggio 2008, assieme a Elisabetta Gregoraci, Sara Varone, Stefano Bettarini, Iva Zanicchi, Carmen Russo e Claudio Lippi; quest'ultimo però lascia la trasmissione nel novembre 2006, in polemica con la conduttrice e gli autori, e viene sostituito da Maurizio Battista per la stagione 2006–2007, a sua volta sostituito da Beppe Braida nell'ultima edizione (2007–2008). A settembre 2006, con il cambio della conduzione, il cast venne quasi completamente rinnovato; unico punto di contatto con le passate edizioni è, per le prime puntate, Claudio Lippi, che però poi sceglierà polemicamente di abbandonare il programma, accusando gli autori di non lasciargli abbastanza spazio nella scelta degli argomenti e criticando le linee guida seguite. Il programma, negli anni delle gestioni Costanzo e Perego, è stato spesso al centro di polemiche a causa delle scarse doti artistiche di molti tirocinanti della televisione che trovavano spazio nel programma (i concorrenti dei vari reality Mediaset) e per la volgarità e la rissosità presenti all'interno della trasmissione, soprattutto durante il contestato spazio de Il Ring (presente nelle ultime due edizioni del varietà) che vide lo scontro verbale, avvenuto in una delle prime puntate della stagione 2006-2007, tra Vittorio Sgarbi e Alessandra Mussolini.

### La chiusura
Nel mese di ottobre 2008 il programma Buona Domenica viene sostituito per la prima parte del programma, cioè dalle ore 14:00 alle ore 16:00, dalla puntata settimanale di Amici di Maria De Filippi e, per la seconda parte dalle ore 16:00 alle ore 18:30, dal nuovo programma Questa Domenica condotto sempre da Paola Perego (già conduttrice delle ultime due edizioni di Buona Domenica). 
Quest'ultimo verrà poi sostituito dopo una sola stagione da Domenica Cinque, che a sua volta verrà trasformato in Domenica Live a ottobre 2012, chiudendo definitivamente a maggio 2021 e venendo rimpiazzato dalla stagione successiva dalle versioni domenicali dei programmi Amici di Maria De Filippi e di Verissimo, condotti rispettivamente da Maria De Filippi e Silvia Toffanin.

### Anni 2020: la reunion
Nella puntata del Maurizio Costanzo Show del 31 marzo 2021 avviene la reunion di buona parte del cast di Buona Domenica. In tale puntata, in onda in seconda serata su Canale 5, a distanza di 13 anni dalla chiusura del programma, oltre a Maurizio Costanzo, vi sono Fiorello (con un video-messaggio), Paola Barale, Claudio Lippi, Platinette (Mauro Coruzzi), Orietta Berti, Roberto Cenci, Rossella Brescia, Demo Morselli, Laura Freddi e Enrico Papi (in collegamento).

### Trasposizioni estere
Il format del programma utilizzato dalla stagione 1991-1992 alla stagione 1994-1995 venne esportato anche in Spagna su Telecinco, la TV iberica del gruppo Fininvest, con il programma La batalla de las estrellas, condotto da Carmen Russo nella stagione 1993-1994.

## Cronologia
| Edizione | Messa in onda     | Messa in onda  | Emittente | Durata  | Conduzione principale | Conduzione principale | Studio                                                         | Regia                   | Regia                   |
| Edizione | Inizio            | Fine           | Emittente | Durata  | Conduzione principale | Conduzione principale | Studio                                                         | Regia                   | Regia                   |
| -------- | ----------------- | -------------- | --------- | ------- | --------------------- | --------------------- | -------------------------------------------------------------- | ----------------------- | ----------------------- |
| 1        | 13 gennaio 1985   | 30 giugno 1985 | Canale 5  | 395 min | Maurizio Costanzo     | Corrado               | Studio 1 del Centro Safa Palatino di Roma                      | Maria Grazia Michelacci | Lino Procacci           |
| 2        | 29 settembre 1985 | 25 maggio 1986 | Canale 5  | 395 min | Maurizio Costanzo     | Maurizio Costanzo     | Studio 1 del Centro Safa Palatino di Roma                      | Maria Grazia Michelacci | Maria Grazia Michelacci |
| 3        | 28 settembre 1986 | 31 maggio 1987 | Canale 5  | 395 min | Maurizio Costanzo     | Maurizio Costanzo     | Studio 2 del Centro Safa Palatino di Roma                      | Maria Grazia Michelacci | Maria Grazia Michelacci |
| 4        | 3 novembre 1991   | 21 giugno 1992 | Canale 5  | 395 min | Marco Columbro        | Lorella Cuccarini     | Studio 11 del Centro di produzione Mediaset di Cologno Monzese | Beppe Recchia           | Beppe Recchia           |
| 5        | 25 ottobre 1992   | 16 maggio 1993 | Canale 5  | 380 min | Marco Columbro        | Lorella Cuccarini     | Studio 11 del Centro di produzione Mediaset di Cologno Monzese | Beppe Recchia           | Beppe Recchia           |
| 6        | 24 ottobre 1993   | 24 aprile 1994 | Canale 5  | 380 min | Gerry Scotti          | Gabriella Carlucci    | Studio 11 del Centro di produzione Mediaset di Cologno Monzese | Beppe Recchia           | Beppe Recchia           |
| 7        | 16 ottobre 1994   | 14 maggio 1995 | Canale 5  | 380 min | Gerry Scotti          | Gabriella Carlucci    | Studio 11 del Centro di produzione Mediaset di Cologno Monzese | Beppe Recchia           | Beppe Recchia           |
| 8        | 15 ottobre 1995   | 12 maggio 1996 | Canale 5  | 380 min | Lorella Cuccarini     | Lorella Cuccarini     | Studio 11 del Centro di produzione Mediaset di Cologno Monzese | Roberto Cenci           | Roberto Cenci           |
| 9        | 6 ottobre 1996    | 18 maggio 1997 | Canale 5  | 380 min | Maurizio Costanzo     | Fiorello              | Teatro 3 di Cinecittà in Roma                                  | Roberto Cenci           | Roberto Cenci           |
| 10       | 5 ottobre 1997    | 17 maggio 1998 | Canale 5  | 380 min | Maurizio Costanzo     | Maurizio Costanzo     | Teatro 3 di Cinecittà in Roma                                  | Roberto Cenci           | Roberto Cenci           |
| 11       | 27 settembre 1998 | 16 maggio 1999 | Canale 5  | 380 min | Maurizio Costanzo     | Maurizio Costanzo     | Teatro 3 di Cinecittà in Roma                                  | Roberto Cenci           | Roberto Cenci           |
| 12       | 19 settembre 1999 | 14 maggio 2000 | Canale 5  | 380 min | Maurizio Costanzo     | Maurizio Costanzo     | Teatro 3 di Cinecittà in Roma                                  | Roberto Cenci           | Roberto Cenci           |
| 13       | 24 settembre 2000 | 13 maggio 2001 | Canale 5  | 380 min | Maurizio Costanzo     | Maurizio Costanzo     | Teatro 3 di Cinecittà in Roma                                  | Roberto Cenci           | Roberto Cenci           |
| 14       | 23 settembre 2001 | 12 maggio 2002 | Canale 5  | 380 min | Maurizio Costanzo     | Maurizio Costanzo     | Teatro 3 di Cinecittà in Roma                                  | Roberto Cenci           | Roberto Cenci           |
| 15       | 22 settembre 2002 | 18 maggio 2003 | Canale 5  | 380 min | Maurizio Costanzo     | Maurizio Costanzo     | Teatro 3 di Cinecittà in Roma                                  | Roberto Cenci           | Roberto Cenci           |
| 16       | 21 settembre 2003 | 16 maggio 2004 | Canale 5  | 380 min | Maurizio Costanzo     | Maurizio Costanzo     | Studio 4 del Centro Titanus Elios di Roma                      | Roberto Cenci           | Roberto Cenci           |
| 17       | 19 settembre 2004 | 15 maggio 2005 | Canale 5  | 380 min | Maurizio Costanzo     | Maurizio Costanzo     | Studio 4 del Centro Titanus Elios di Roma                      | Beppe Recchia           | Beppe Recchia           |
| 18       | 11 settembre 2005 | 14 maggio 2006 | Canale 5  | 260 min | Maurizio Costanzo     | Maurizio Costanzo     | Studio 4 del Centro Titanus Elios di Roma                      | Roberto Cenci           | Roberto Cenci           |
| 19       | 24 settembre 2006 | 13 maggio 2007 | Canale 5  | 310 min | Paola Perego          | Paola Perego          | Studio 4 del Centro Titanus Elios di Roma                      | Roberto Cenci           | Roberto Cenci           |
| 20       | 30 settembre 2007 | 18 maggio 2008 | Canale 5  | 310 min | Paola Perego          | Paola Perego          | Studio 4 del Centro Titanus Elios di Roma                      | Roberto Cenci           | Maurizio Spagliardi     |

## Edizioni
| Primo Ciclo   | Primo Ciclo       | Primo Ciclo    | Primo Ciclo | Primo Ciclo                                                    | Primo Ciclo       | Primo Ciclo        | Primo Ciclo | Primo Ciclo                                       | Primo Ciclo |
| Stagione      | Periodo           | Periodo        | Puntate     | Studio                                                         | Conduzione        | Conduzione         | Altri componenti del cast | Sigla                                             | Note        |
| Stagione      | Inizio            | Fine           | Puntate     | Studio                                                         | Conduzione        | Conduzione         | Altri componenti del cast | Sigla                                             | Note        |
| ------------- | ----------------- | -------------- | ----------- | -------------------------------------------------------------- | ----------------- | ------------------ | --- | ------------------------------------------------- | ----------- |
| 1ª            | 13 gennaio 1985   | 30 giugno 1985 | 23          | Studio 1 del Centro Safa Palatino di Roma                      | Maurizio Costanzo | Corrado            | Roberto Gervaso | N.D.                                              | N.D.        |
| 2ª            | 29 settembre 1985 | 25 maggio 1986 | 35          | Studio 1 del Centro Safa Palatino di Roma                      | Maurizio Costanzo | Celeste Johnson    | Franco e Ciccio, Gigi Sabani | N.D.                                              | N.D.        |
| 3ª            | 28 settembre 1986 | 31 maggio 1987 | 3           | Studio 2 del Centro Safa Palatino di Roma                      | Maurizio Costanzo | Licia Colò         | I Capra e Cavoli, Matteo Spinola, Hengel Gualdi, Franco e Ciccio, Celeste Johnson | N.D.                                              | N.D.        |
| Secondo ciclo |                   |                |             |                                                                |                   |                    | |                                                   |             |
| 4ª            | 3 novembre 1991   | 21 giugno 1992 | 33          | Studio 11 del Centro di produzione Mediaset di Cologno Monzese | Marco Columbro    | Lorella Cuccarini  | Trettré, Sbirulino e Matilde Zarcone | Liberi liberi                                     | [ 12 ]      |
| 5ª            | 27 ottobre 1992   | 16 maggio 1993 | 30          | Studio 11 del Centro di produzione Mediaset di Cologno Monzese | Marco Columbro    | Lorella Cuccarini  | Trettré, Sbirulino, Tony Binarelli, Roberto Trapani e Matilde Zarcone | Voci                                              | [ 14 ]      |
| 6ª            | 24 ottobre 1993   | 24 aprile 1994 | 30          | Studio 11 del Centro di produzione Mediaset di Cologno Monzese | Gerry Scotti      | Gabriella Carlucci | Iva Zanicchi, Cristina D'Avena, i Trettré, Tony Binarelli, Umberto Smaila, Harold Davies e Matilde Zarcone | Boom                                              | N.D.        |
| 7ª            | 16 ottobre 1994   | 28 maggio 1995 | 33          | Studio 11 del Centro di produzione Mediaset di Cologno Monzese | Gerry Scotti      | Gabriella Carlucci | Iva Zanicchi, Carlo Pistarino, Matilde Zarcone e Umberto Smaila, Harold Davies, Aurelio Paviato, Silvan, Solange, Aldo Biscardi                                                                                 | Ancora liberi                                     | N.D.        |
| 8ª            | 15 ottobre 1995   | 12 maggio 1996 | 33          | Studio 11 del Centro di produzione Mediaset di Cologno Monzese | Lorella Cuccarini | Lorella Cuccarini  | Amadeus, Claudio Lippi, Riccardo Rossi, Maurizio Ferrini, la Premiata Ditta, Marisa Merlini e Cesare Cavalli | Cento e X te                                      | N.D.        |
| 9ª            | 6 ottobre 1996    | 18 maggio 1997 | 32          | Teatro 3 di Cinecittà                                          | Maurizio Costanzo | Fiorello           | Paola Barale, Claudio Lippi e Matilde Brandi | La domenica è buona                               | N.D.        |
| 10ª           | 5 ottobre 1997    | 17 maggio 1998 | 32          | Teatro 3 di Cinecittà                                          | Maurizio Costanzo | Maurizio Costanzo  | Paola Barale, Enrico Papi, Claudio Lippi, Luca Laurenti e Rita Pavone | Nando mambo                                       | N.D.        |
| 11ª           | 27 settembre 1998 | 16 maggio 1999 | 35          | Teatro 3 di Cinecittà                                          | Maurizio Costanzo | Maurizio Costanzo  | Paola Barale, Claudio Lippi, Massimo Lopez e Luca Laurenti | La domenica mattina                               | N.D.        |
| 12ª           | 19 settembre 1999 | 14 maggio 2000 | 35          | Teatro 3 di Cinecittà                                          | Maurizio Costanzo | Maurizio Costanzo  | Paola Barale, Claudio Lippi, Massimo Lopez e Luca Laurenti | La domenica mattina                               | N.D.        |
| 13ª           | 24 settembre 2000 | 13 maggio 2001 | 31          | Teatro 3 di Cinecittà                                          | Maurizio Costanzo | Maurizio Costanzo  | Paola Barale, Claudio Lippi, Rita Pavone, Luca Laurenti, Gipsy Fint, Enrica Bonaccorti e Rita Forte | È che mi piaci...                                 | N.D.        |
| 14ª           | 23 settembre 2001 | 12 maggio 2002 | 35          | Teatro 3 di Cinecittà                                          | Maurizio Costanzo | Maurizio Costanzo  | Claudio Lippi, Laura Freddi, Luca Laurenti, Rita Forte, Gipsy Fint, Orietta Berti, Enrica Bonaccorti, Rossella Brescia e Tina Cipollari                                                                         | È ora di andare a Ponza!                          | N.D.        |
| 15ª           | 22 settembre 2002 | 18 maggio 2003 | 34          | Teatro 3 di Cinecittà                                          | Maurizio Costanzo | Maurizio Costanzo  | Luca Laurenti, Orietta Berti, Pino Insegno, Gipsy Fint, Enrica Bonaccorti e Laura Freddi | Vive el verano                                    | [ 28 ]      |
| 16ª           | 21 settembre 2003 | 16 maggio 2004 | 34          | Studio 4 del Centro Titanus Elios                              | Maurizio Costanzo | Maurizio Costanzo  | Luca Laurenti, Orietta Berti, Laura Freddi, Ela Weber, Alessandro Greco, Sandro Mayer, Silvana Giacobini, Enrica Bonaccorti, Platinette, Emanuela Aureli, Gipsy Fint, Tina Cipollari, Marco Rossi e Biagio Izzo | Nel blu dipinto di blu/Aggiungi un posto a tavola |             |
| 17ª           | 19 settembre 2004 | 15 maggio 2005 | 35          | Studio 4 del Centro Titanus Elios                              | Maurizio Costanzo | Maurizio Costanzo  | Claudio Lippi, Orietta Berti, Luca Laurenti, Laura Freddi, Sandro Mayer, Silvana Giacobini, Emanuela Aureli, Antonella Elia, Gipsy Fint, Fanny Cadeo, Platinette e Roberta Capua                                |                                                   | [ 30 ]      |
| 18ª           | 11 settembre 2005 | 14 maggio 2006 | 36          | Studio 4 del Centro Titanus Elios                              | Maurizio Costanzo | Maurizio Costanzo  | Claudio Lippi, Orietta Berti, Luca Laurenti, Platinette, Sandro Mayer, Silvana Giacobini, Emanuela Aureli, Paola Barale, Roberta Capua, Debora Caprioglio e Loredana Lecciso                                    |                                                   | [ 31 ]      |
| 19ª           | 24 settembre 2006 | 13 maggio 2007 | 31          | Studio 4 del Centro Titanus Elios                              | Paola Perego      | Paola Perego       | Iva Zanicchi, Claudio Lippi, Stefano Bettarini, Cesare Lanza, Gianni Mazza, Sara Varone, Elisabetta Gregoraci, Giada Di Miceli, Carmen Russo e Maurizio Battista                                                |                                                   | [ 33 ]      |
| 20ª           | 30 settembre 2007 | 18 maggio 2008 | 32          | Studio 4 del Centro Titanus Elios                              | Paola Perego      | Paola Perego       | Iva Zanicchi, Stefano Bettarini, Elisabetta Gregoraci, Sara Varone, Rosaria Cannavò, Gabriele Petronio, Cesare Lanza, Carmen Russo, Gianni Mazza e Beppe Braida                                                 |                                                   |             |

## Puntate Speciali
- Buon Natale 1984: condotto da Corrado e Maurizio Costanzo.
- Buon Anno 1985: condotto da Corrado e Maurizio Costanzo.
- Buon Anno 1986: condotto da Maurizio Costanzo, Franco Franchi, Ciccio Ingrassia e Gigi Sabani.
- Buon Natale 1987: condotto da Maurizio Costanzo con: Claudio Lippi, Corrado Tedeschi, Roberta Termali, Marco Columbro e Johnny Dorelli.
- Buona Domenica Sera: Quattro puntate speciali in prima serata in onda dal 31 maggio al 21 giugno 1992 con Lorella Cuccarini e Marco Columbro.
- Quelli di Buona Domenica in partita finale: Due prime serate a maggio 1994 condotte da Gerry Scotti e Gabriella Carlucci.
- Buona Domenica - Gran Finale: speciale in prima serata in occasione dell'ultima puntata della stagione 1996/1997, condotto da Maurizio Costanzo, Fiorello, Paola Barale, Claudio Lippi.
- Buon Capodanno (aspettando il 1998, 1999): condotto da Maurizio Costanzo con: Paola Barale, Claudio Lippi, Luca Laurenti, Amanda Lear e Federica Panicucci.[34]
- Buon 2000 con Buona Domenica - L'arrivo del nuovo millennio: condotto da Maurizio Costanzo con: Paola Barale, Claudio Lippi, Massimo Lopez e Luca Laurenti. (dalle 23.00 il cast, fatta eccezione di Costanzo si trasferisce a Piazza del popolo insieme a Simona Ventura) [35]
- Buon Capodanno (aspettando il 2001): condotto da Maurizio Costanzo con Claudio Lippi, Paola Barale e Luca Laurenti.
- Buon Capodanno (aspettando il 2002): condotto da Maurizio Costanzo con Laura Freddi, Luca Laurenti e Claudio Lippi.
- Buon Capodanno (aspettando il 2003): condotto da Maurizio Costanzo con Laura Freddi, Luca Laurenti e Pino Insegno.
- Buon Capodanno (aspettando il 2004): condotto da Maurizio Costanzo con Luca Laurenti, Orietta Berti e Laura Freddi.
- Buon Capodanno (aspettando il 2005): condotto da Maurizio Costanzo con Roberta Capua, Claudio Lippi, Luca Laurenti.
- Capodanno Cinque - Dancing on ice: condotto da Roberta Capua.

## Autori
- Gigi Renai (1991)
- Flavio Andreini e Riccardo Di Stefano (1991-1995)
- Mirko Setaro e Paolo Taggi (1993-1994)
- Roberto Ferrante e Beppe Recchia (1993-1995)
- Walter Corda e Alberto Tovaglia (1993-2006)
- Giancarlo Antonini e Riccardo Sfondrini (1994-1995)
- Giancarlo Muratori, Claudio Valentini, Francesco Buscemi e Rita Tedesco (1995-1996)
- Fiorello e Catena Fiorello (1996-1997)
- Stefano Magnaghi (1996-1998)
- Piero Ameli (1996-1999)
- Giorgio Gambino (1996-2001)
- Massimo Dorati (1996-2006)
- Salvatore De Pasquale e Marcello Lopez (1998-2000)
- Massimo Lopez (1999-2000)
- Mauro Monaco (2001-2006)
- Cecilia Tanturri, Clarita Jalongo e Riccardo Santoliquido (2004-2006)
- Cesare Lanza, Roberto Cenci, Stefano Jurgens, Paola Perego, Marco Salvati, Gianfranco Scancarello e Silvia Tavattini (2006-2008)

## Cast e ospiti ricorrenti
- Nella stagione 1993-1994 nel cast c'erano anche Lello Arena, Harold ''Harry'' Davies e Alberto Tovaglia. Nella stessa stagione ha cantato Cristina D'Avena, pur essendo ospite fissa.
- Nella stagione 1994-1995 esordiva in televisione Michelle Hunziker come concorrente di Miss Buona Domenica.
- Nella stagione 1995-1996 inizialmente ad affiancare la Cuccarini vi erano anche Marisa Merlini, Maurizio Ferrini e Cesare Cavalli.
- Nella stagione 1996-1997 nel cast c'erano anche Alberto Marozzi, Bruno Lauzi, Lino Banfi, Marisa Laurito e la soubrette Matilde Brandi.
- Nella stagione 1997-1998 nel cast c'erano anche Maria De Filippi e la soubrette Rossella Brescia, che ha preso parte fino al 2002. Nella stessa stagione hanno cantato in alcune puntate vari interpreti che sono stati ospiti d'eccezione, come Natalie Imbruglia, Ron, Pitura Freska.
- Nella stagione 1998-1999 nel cast c'erano anche Iva Zanicchi, Ninì Salerno e Rita Forte.
- La stagione 2001-2002 vide il debutto di Andrea Giuliacci alla conduzione di una parentesi meteo nel programma (dal febbraio 2002). Insieme a lui anche altri ospiti molto ricorrenti e quasi "di casa".
- Nella stagione 2002-2003 inizialmente nel cast vi era anche Cino Tortorella. Nella stessa stagione ci furono tra gli ospiti Robbie Williams, Giorgia e Alexia.
- Nella stagione 2003-2004 inizialmente nel cast vi era anche Maria De Filippi. Nella stessa stagione furono ospitati Pino Daniele (che cantò numerosi brani del suo repertorio) e  Mike Bongiorno (che fece una parodia del celebre quiz Lascia o Raddoppia, condotto dallo stesso Bongiorno dal 1955 al 1959 sulla RAI, con concorrenti Costanzo, Freddi e Laurenti).
- Nella stagione 2004-2005 inizialmente nel cast vi era anche Pupo. Nella stessa stagione tra gli ospiti è da segnalare Laura Pausini.
- Nella stagione 2006-2007 inizialmente nel cast vi era anche Claudio Lippi. Nella stessa stagione il programma ospitò Lily Allen.

### Corpo di ballo
Nel corpo di ballo delle stagioni 1991/92 e 1992/93, ad affiancare la Cuccarini era presente il primo ballerino Silvio Oddi, mentre nell'edizione 1993/94 il ruolo di primi ballerini fu ricoperto da Fabrizio Mainini e Mia Molinari affiancati, nell'edizione 1994/95, da Lorenza Mario (già ballerina nell'edizione 1993/94) e Matilde Brandi (già ballerina nelle edizioni 1992/93 e 1993/94); quest'ultima ricoprirà il ruolo di prima ballerina in solitaria nella stagione 1996/97. Sempre nel periodo 1993/95 hanno fatto parte del corpo di ballo Harold ''Harry'' Davies e Ingrid Capirossi. Nelle stagioni successive, pur non essendoci di fatto le figure dei primi ballerini, sono degni di nota Roberta Lanfranchi, Gianni Sperti, Rossella Brescia (lanciata dal programma e promossa prima ballerina nell'edizione 2001/02, è poi divenuta conduttrice), Kledi Kadiu, Ilir Shaqiri, Valerio Pino, Maria Zaffino, Romina Carancini e l'ex campionessa di ginnastica ritmica Martina Nadalini. Nelle edizioni a cavallo fra il 2002 ed il 2006 il corpo di ballo era prevalentemente composto dai ballerini uscenti dal programma Amici di Maria de Filippi. Nelle ultime due edizioni l'importanza del corpo di ballo della trasmissione è andato via via diminuendo, essendo scomparsi quasi del tutto i balletti che caratterizzavano le edizioni dei primi anni novanta e duemila. 

## Repliche
Nell'estate 2013 Mediaset Extra inizia il ciclo di repliche con l'edizione 1996-1997 e nel 2014 le edizioni 1994-1995 e 1998-1999, a terminare questo ciclo di repliche fu la puntata speciale "20 anni di Buona Domenica".
A maggio 2016 viene rimessa in onda l'edizione 1994-1995 ma a differenza dell'altra volta sono state saltate 3 puntate e dopo questa edizione di nuovo la 1998-1999 terminata ad aprile 2017.
Da aprile a giugno 2017 vengono messi in onda i meglio di buona domenica delle edizioni 1994-1995, 1996-1997, 1998-1999, 2000-2001, dopo di questi, nell'estate 2017, viene di nuovo replicata l'edizione 1996-1997.
Nella Maratona Cuccarini del 15 gennaio 2017 va in onda una puntata dell'edizione 1992-1993 e successivamente nella maratona Gerry Scotti l'ultima puntata dell'edizione 1993-1994.
A partire da luglio 2018 Buona domenica torna in onda su Mediaset Extra con il titolo "Buona Domenica Story" dove vengono trasmesse alcune puntate delle varie edizioni a partire da quella dell 1991-1992.
In occasione delle festività natalizie del 2018 viene mandata l'unica puntata mai trasmessa dell'edizione 1994/95 del 25 dicembre 1994.
''Buona Domenica Story'' torna nuovamente in onda nell'estate 2019, con la replica, dal lunedì al venerdì, delle puntate dell'edizione 1994-1995
Il giorno di Natale del 2019 viene nuovamente trasmessa la puntata del 25 dicembre 1994.

## Ascolti dalla tredicesima edizione
| Edizione | Anno      | Puntate | Telespettatori | Share  |
| -------- | --------- | ------- | -------------- | ------ |
| 13ª      | 2000-2001 | 31      | 5 298 000      | 29,07% |
| 14ª      | 2001-2002 | 35      | 4 457 000      | 25,74% |
| 15ª      | 2002-2003 | 34      | 4 160 000      | 23,34% |
| 16ª      | 2003-2004 | 34      | 4 239 000      | 23,37% |
| 17ª      | 2004-2005 | 35      | 3 842 000      | 21,97% |
| 18ª      | 2005-2006 | –       | –              | –      |
| 19ª      | 2006-2007 | 31      | 2 900 000      | 21,08% |
| 20ª      | 2007-2008 | 32      | 2 711 000      | 18,79% |